# Rhynchokarlingia tetrastylus
Rhynchokarlingia tetrastylus är en plattmaskart som beskrevs av Timoshkin OA 1986. Rhynchokarlingia tetrastylus ingår i släktet Rhynchokarlingia och familjen Rhynchokarlingiidae. Inga underarter finns listade i Catalogue of Life.